# Плесчоара
Плесчоара (рум. Plescioara) — село у повіті Бузеу в Румунії. Входить до складу комуни Кіожду.
Село розташоване на відстані 104 км на північ від Бухареста, 55 км на північний захід від Бузеу, 143 км на захід від Галаца, 55 км на південний схід від Брашова.

## Населення
За даними перепису населення 2002 року у селі проживали 177 осіб, усі — румуни. Усі жителі села рідною мовою назвали румунську.